# Roger Williams
Roger Williams (Londres, 21 de diciembre de 1603-Providence, Rhode Island, 1 de abril de 1683) fue un pastor 
y teólogo bautista inglés, un notable defensor de la libertad de culto y de la separación iglesia-estado y un defensor de los nativos americanos de Estados Unidos.

## Biografía
Estudió teología en la Universidad de Cambridge y fue ordenado sacerdote anglicano. Poco después de su ordenación, se convirtió en puritano.

### Ministerio
En 1630, debido a sus decepciones con la Iglesia anglicana, navegó hacia la Colonia de Massachusetts y llegó a Boston. Se convirtió en pastor asistente en la Iglesia congregacional de Salem, Massachusetts. Sus posiciones a favor de la separación de Iglesia y Estado, la libertad de culto y los derechos indígenas a la tierra lo llevaron a conflictos con los pastores y magistrados de la colonia.
En 1635, fue desterrado de Massachusetts por estas razones y compró tierras de los nativos americanos, y fundó la ciudad de Providence en 1636, así como el  Rhode Island, donde será gobernador. Ese mismo año, fundó una iglesia en su casa. En 1638, se convirtió en bautista y fundó la Primera Iglesia Bautista de América.
En 1644, recibió el encargo de la creación de la colonia de Rhode Island, nombre de la principal isla en la Bahía de Narragansett que posteriormente se convertiría en el estado de Rhode Island. El nombre se debe a que a Williams el lugar le recordó la isla de Rodas en el Mediterráneo.
En materia de libertad de culto proclamó la absoluta libertad tanto para cristianos, judíos, turcos y paganos, que habrían de tener iguales derechos civiles y políticos. Esa tolerancia despertó recelos entre las otras colonias de Nueva Inglaterra.
Al fundar Providence (Rhode Island) el pacto fundamental prometía que todos los habitantes obedecerían las leyes dictadas por la mayoría sólo en cuestiones civiles, quedando la religión excluida de la legislación temporal, reconociéndose por primera vez la plena libertad en asuntos religiosos.
Sus profundos principios democráticos sirvieron como fuente importante en la inspiración de la declaración de derechos de Virginia y otros estados, y así sobre la constitución estadounidense, es uno de los pioneros de la tradición radical norteamericana. 
Fue uno de los pocos idealistas que trató a los indios con respeto y justicia. Afirmaba que solo comprándoles a ellos esas tierras podían los colonos europeos asentarse en ellas, y que el rey de Inglaterra no tenía potestad alguna sobre ellas.

## Obra traducida al español
- Williams, Roger. El sangriento dogma de la persecución por causa de conciencia, Centro de Estudios Políticos y Constitucionales. Madrid, 2004, ISBN 84-259-1266-0